# Clinton, Ohio
Clinton är en ort i Summit County i delstaten Ohio, USA.